# Ла-Гарп (Іллінойс)
Ла-Гарп (англ. La Harpe) — місто (англ. city) в США, в окрузі Генкок штату Іллінойс. Населення — 1175 осіб (2020).

## Географія
Ла-Гарп розташована за координатами 40°35′5″ пн. ш. 90°58′10″ зх. д. / 40.58472° пн. ш. 90.96944° зх. д. (40.584796, -90.969567).  За даними Бюро перепису населення США в 2010 році місто мало площу 3,52 км², уся площа — суходіл.

## Демографія
Згідно з переписом 2010 року, у місті мешкало 1235 осіб у 527 домогосподарствах у складі 346 родин. Густота населення становила 351 особа/км².  Було 604 помешкання (171/км²).
Расовий склад населення:
| - 98,9 % — білих - 0,3 % — корінних американців - 0,3 % — чорних або афроамериканців - 0,1 % — вихідців з тихоокеанських островів |

До двох чи більше рас належало 0,3 %. Частка іспаномовних становила 0,1 % від усіх жителів.
За віковим діапазоном населення розподілялося таким чином: 21,9 % — особи молодші 18 років, 55,3 % — особи у віці 18—64 років, 22,8 % — особи у віці 65 років та старші. Медіана віку мешканця становила 44,3 року. На 100 осіб жіночої статі у місті припадало 93,9 чоловіків;  на 100 жінок у віці від 18 років та старших — 86,3 чоловіків також старших 18 років.
Середній дохід на одне домашнє господарство  становив 47 524 долари США (медіана — 36 154), а середній дохід на одну сім'ю — 57 224 долари (медіана — 52 167). Медіана доходів становила 41 576 доларів для чоловіків та 28 631 долар для жінок. За межею бідності перебувало 14,4 % осіб, у тому числі 21,7 % дітей у віці до 18 років та 6,4 % осіб у віці 65 років та старших.
Цивільне працевлаштоване населення становило 638 осіб. Основні галузі зайнятості: освіта, охорона здоров'я та соціальна допомога — 23,2 %, виробництво — 16,0 %, роздрібна торгівля — 10,7 %, будівництво — 9,4 %.